# Ron Winkler

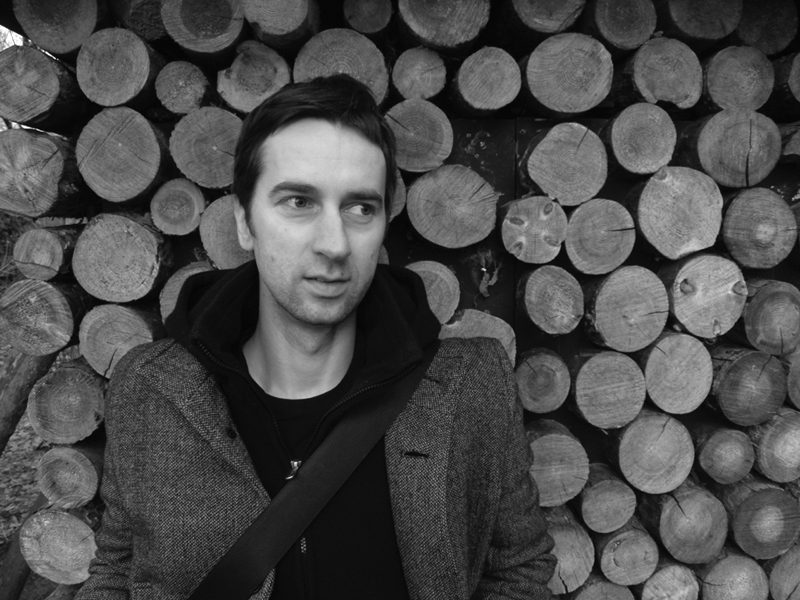
Ron Winkler 2011 in Berlin

Ron Winkler (* 31. Dezember 1973 in Jena) ist ein deutscher Schriftsteller.

## Leben und Werk
Ron Winkler schloss das Studium der Germanistik und Geschichte an der Universität Jena mit einer Monographie zu Durs Grünbein ab. Während zwei Semestern 1997/98 verantwortete er das Erscheinen der Jenaer Studentenzeitung Akrützel als Chefredakteur.
Winkler verfasst in erster Linie Lyrik, die in mehreren Einzeltiteln sowie zahlreichen Anthologien (u. a. Der Große Conrady, Echtermeyer, Lyrik von JETZT und in mehreren Ausgaben des Jahrbuchs der Lyrik) und Literaturzeitschriften veröffentlicht wurde. Er übersetzt Lyrik aus dem Englischen und war Gründungsherausgeber der Literaturzeitschrift intendenzen. Von 2003 bis 2005 edierte er im Online-Kulturmagazin satt.org die Anthologie Lyrik.Log. Er ist Mitgründer des PEN Berlin.
Ron Winkler lebt in Berlin.

## Auszeichnungen als Autor
- 2005: Leonce-und-Lena-Preis
- 2006: erostepost-Literaturpreis
- 2006: Mondseer Lyrikpreis
- 2015: Lyrikpreis München
- 2016: Basler Lyrikpreis
- 2017: Thüringer Literaturstipendium Harald Gerlach
- 2021: Rompreis der Deutschen Akademie Rom Villa Massimo

## Auszeichnungen als Übersetzer
- 2018: Exzellenzstipendium des Deutschen Übersetzerfonds
- 2024: nominiert für den Preis der Leipziger Buchmesse – Kategorie Übersetzung[2]
- 2024: Übersetzerpreis Ginkgo-Biloba für Lyrik[3]

## Einzeltitel
- vielleicht ins Denkmal gesetzt. Gedichte. parasitenpresse, Köln 2002 (3. Aufl. 2010).
- Morphosen. Texte. Artwork: Petra Lang. edition sisyphos, Köln 2002, ISBN 3-928637-31-2.
- vereinzelt Passanten. Gedichte. Artwork: Andreas Töpfer. kookbooks, Berlin 2004 (2. Aufl. 2007), ISBN 3-937445-04-8.
- Fragmentierte Gewässer. Gedichte. Artwork: Ernst Haeckel. Berlin Verlag, Berlin 2007, ISBN 978-3-8270-0695-0.
- Torp. Skizzen. Artwork: Stephan Lomp. SuKuLTuR, Berlin 2009, ISBN 978-3-937737-96-6.
- Frenetische Stille. Gedichte. Artwork: Christopher Winter. Berlin Verlag, Berlin 2010, ISBN 978-3-8270-0920-3.
- Torp. Kurznovellen. Artwork: Petrus Akkordeon. Verlagshaus J. Frank, Berlin 2010, ISBN 978-3-940249-43-2.
- Prachtvolle Mitternacht. Gedichte. Artwork: Jorinde Voigt. Schöffling & Co., Frankfurt am Main 2013, ISBN 978-3-89561-216-9.
- Torp. Neue Wimpern. Artwork: Petrus Akkordeon. Verlagshaus J.Frank, Berlin 2013, ISBN 978-3-940249-75-3.
- Zuwendung in Zeichen. Postkarten. Artwork: Jie Ho. SuKuLTuR, Berlin 2014, ISBN 978-3-95566-027-7.
- Operationen am offenen Himmel. Postkarten. Carl-Walter Kottnik, Privatdruck, Hamburg 2015.
- Karten aus Gebieten. Gedichte. Artwork: Ivonne Dippmann. Schöffling & Co., Frankfurt am Main 2017, ISBN 978-3-89561-256-5.
- Silbersteinbriefe. Prosa. Artwork: Katharina Gschwendtner. Literatur Quickie, Hamburg 2018, ISBN 978-3-945453-43-8.
- alpine Störung (= Rheinsberger Bogen 51). Kurt Tucholsky Literaturmuseum, Rheinsberg 2020.
- Mit Mara-Daria Cojocaru: Du weißt nicht, wie schwer es geworden ist, einen Brief zu verschicken. Poetische Korrespondenzen, Schöffling & Co., Frankfurt am Main 2021, ISBN 978-3-89561-646-4.
- Magma in den Dingen. Gedichte. Schöffling & Co., Frankfurt am Main 2021, ISBN 978-3-89561-219-0.
- Studio 9. Fotografien und ein Gedicht. Deutsche Akademie Rom Villa Massimo, Rom 2022, ISBN 978-88-946353-9-3.
- Unterwegs in der Verformung. Gedichte. Artwork: Hanna Hennenkemper. Schöffling & Co., Frankfurt am Main 2024, ISBN 978-3-89561-231-2.

## Ausgaben in anderen Sprachen
- Фрагментовані водойми [Fragmentierte Gewässer. Gedichte]. Ins Ukrainische übertragen von Vasyl Lozynskyy. krokbooks, Ternopil 2015, ISBN 978-617-692-271-1.
- Fragmented Waters [Fragmentierte Gewässer. Gedichte]. Ins Englische übertragen von Jake Schneider. Shearsman Books, Bristol 2016, ISBN 978-1-84861-504-5.
- Últimas noticias de la zona aleatoria [Letzte Meldungen aus der aleatorischen Zone. Gedichte]. Ins Spanische übertragen von Daniel Bencomo. Posdata Editores, Universidad Autónoma de Nuevo León, Monterrey 2018, ISBN 978-607-27-0600-2.
- Prospekt [Prospekt. Gedichte]. Ins Slowakische übersetzt von Nóra Ružičková. Skalná ruža, Kordíky 2019, ISBN 978-80-89816-27-9.
- Fragmenty wody [Fragmentierte Gewässer. Gedichte]. In polnischer Übersetzung von Tomasz Ososińsky. osobne góry, Ligota Mała 2024, ISBN 978-83-972216-5-9.

## Herausgabe
- Schwerkraft. Junge amerikanische Lyrik. Artwork: Walter Pichler. Jung und Jung, Salzburg 2007, ISBN 978-3-902497-20-8.
- Hermetisch offen. Verlagshaus J. Frank, Berlin 2008, ISBN 978-3-940249-23-4.
- Neubuch. Neue junge Lyrik. yedermann Verlag, München 2008, ISBN 978-3-935269-37-7.
- Die Schönheit ein deutliches Rauschen. Ostseegedichte. Connewitzer Verlagsbuchhandlung, Leipzig 2010, ISBN 978-3-937799-43-8.
- Schneegedichte. Schöffling & Co., Frankfurt am Main 2011, ISBN 978-3-89561-215-2.
- Venedig. Der venezianische Traum. Gedichte und Fotografien. Herausgegeben zusammen mit Tom Schulz. Schöffling & Co., Frankfurt am Main 2015, ISBN 978-3-89561-217-6.
- Thüringen im Licht. Gedichte aus fünfzig Jahren. Herausgegeben zusammen mit Nancy Hünger. Wartburg Verlag, Weimar 2015, ISBN 978-3-86160-399-3.
- Thien Tran. Gedichte. Elif Verlag, Nettetal 2019, ISBN 978-3-946989-24-0.
- Rote Spindel, schwarze Kreide. Märchen im Gedicht. Herausgegeben zusammen mit Birgit Kreipe. edition AZUR, Dresden 2021, ISBN 978-3-942375-51-1.
- Weißabgleich. Gedichte. edition keiper, Graz 2025, ISBN 978-3-903575-59-2.

## Übersetzung
- Denise Duhamel: Barbieland. Gedichte. Artwork: Petra Lang. SuKuLTuR, Berlin 2005, ISBN 3-937737-50-2.
- Jeffrey McDaniel: Siamesische Gegensätze. Gedichte. Artwork: Christine Caballero. SuKuLTuR, Berlin 2006, ISBN 3-937737-63-4.
- Billy Collins: Schnee schaufeln mit Buddha. Gedichte. Edition Erata, Leipzig 2006, ISBN 3-934015-82-4.
- Jeffrey McDaniel: Katastrophenkunde. Gedichte. Lautsprecherverlag, Stuttgart 2006, ISBN 3-932902-61-0.
- Sarah Manguso: Elf hirschförmige Kekse. Gedichte. Artwork: Lucie Göpfert. SuKuLTuR, Berlin 2007, ISBN 978-3-937737-79-9.
- David Lerner: Die anmutige Kurve eines Marschflugkörpers. Gedichte. Artwork: Miriam Zedelius. Poetenladen Verlag, Leipzig 2008, ISBN 978-3-940691-04-0.
- Arielle Greenberg: Stadt aus Papier. Gedichte. Artwork: Matthea Harvey. luxbooks, Wiesbaden 2008, ISBN 978-3-939557-35-7.
- Sarah Manguso: Komm her o Klarheit! Gedichte. Artwork: Jessica Findley. luxbooks, Wiesbaden 2009, ISBN 978-3-939557-39-5.
- Matthew Zapruder: Der Pyjamaist. Prosagedicht. Artwork: Martina Hoffmann. luxbooks, Wiesbaden 2009, ISBN 978-3-939557-59-3.
- Forrest Gander: Als es dich gab. Roman. luxbooks, Wiesbaden 2010, ISBN 978-3-939557-07-4.
- Matthew Zapruder: Glühend. Gedichte. Artwork: Chris Uphues. luxbooks, Wiesbaden 2011, ISBN 978-3-939557-41-8.
- Sandra Beasley: Die Abtastnadel in der Rille eines traurigen Lieds. Gedichte. Mit einem Frontispiz von Uwe Meyer-Weitmar. Hochroth, Berlin 2011, ISBN 978-3-942161-13-8.
- Johannes CS Frank: Erinnerungen an Kupfercreme / Remembrances of Coppercream. Gedichte und Erzählung. [Übersetzerkollektiv]. Artwork: Felix Scheinberger. Fixpoetry, Hamburg 2012, ISBN 978-3-942890-14-4.
- Jeffrey McDaniel: Heimatland Neurose. Gedichte. Mit einem Frontispiz von Ivonne Dippmann. Hochroth, Berlin 2016, ISBN 978-3-902871-65-7.
- Kerry Shawn Keys: Sich einen Fluss verschaffen. Gedichte. Mit einem Frontispiz von Anna Niedhart. Hochroth, Berlin 2017, ISBN 978-3-902871-96-1.
- Lawrence Ferlinghetti: Little Boy. Roman. Schöffling & Co., Frankfurt am Main 2019, ISBN 978-3-89561-441-5.
- Monica Fambrough: Monica Fambrough. Gedichte. Artwork: Paul Killebrew. SuKuLTuR, Berlin 2019. ISBN 978-3-95566-109-0.
- Rachel Zucker: Museum of Accidents. Gedichte. [mit Julia Holzmüller]. Elif Verlag, Nettetal 2022, ISBN 978-3-946989-54-7.
- Lawrence Ferlinghetti: Angefangen mit San Francisco. Gedichte. Schöffling & Co., Frankfurt am Main 2023, ISBN 978-3-89561-442-2.
- Lawrence Ferlinghetti: Poesie als rebellische Kunst. Notizen zur Poesie. Artwork: Sarah Käsmayr. SuKuLTuR, Berlin 2024, ISBN 978-3-95566-183-0.
- G. C. Waldrep: Goldschlägerhaut. Gedichte aus zwanzig Jahren. Artwork: Ihsan San. Elif Verlag, Nettetal 2024, ISBN 978-3-946989-87-5.